# Margarethe Marx-Kruse
Margarethe Marx-Kruse, geborene Kruse (* 21. Januar 1897 in Berlin; † nach 1937), war eine deutsche Stillleben-, Figuren- und Landschaftsmalerin sowie Kunstgewerblerin und Autorin.

## Leben
Marx-Kruse war eine Privatschülerin des Düsseldorfer Landschaftsmalers Max Clarenbach. Sie heiratete den Landschaftsmaler Otto Marx, mit dem sie 1930 auf einer Ausstellung der Rheinischen Sezession in der Kunsthalle Düsseldorf vertreten war. Als Künstlerin von Gobelinentwürfen war sie auch kunstgewerblich tätig. 1937 gab sie mit Edwin von Campe eine Chronik der deutschen Jagd heraus.

## Schrift
- mit Edwin von Campe (Hrsg.): Chronik der deutschen Jagd. Eine Kulturgeschichte des Jagdwesens von den Anfängen bis zur Gegenwart in Dokumenten. Verlag Wilhelm Langewiesche-Brandt, Ebenhausen bei München 1937.